# Furuberg
Furuberg is een plaats in de gemeente Härryda in het landschap Västergötland en de provincie Västra Götalands län in Zweden. De plaats heeft 65 inwoners (2005) en een oppervlakte van 8 hectare. Furuberg wordt omringd door zowel landbouwgrond als heuvels begroeid bos en vlak langs de plaats loopt de rivier de Storån. De dichtstbijzijnde redelijk grote plaats is Rävlanda, deze plaats ligt zo'n zeven kilometer ten noorden van het dorp.